# Poco (album)
| Recensione              | Giudizio |
| ----------------------- | -------- |
| AllMusic                | [ 2 ]    |
| Robert Christgau        | C+       |
| Dizionario del Pop-Rock | [ 4 ]    |
| 24.000 dischi           | [ 5 ]    |

Poco è il secondo album dei Poco, pubblicato dalla Epic Records nel maggio del 1970.
Primo cambiamento d'organico nel gruppo, Timothy B. Schmit sostituisce Randy Meisner.
L'album raggiunse la cinquantottesima posizione (20 giugno 1970) nella Chart Billboard 200.

## Tracce
Lato A
1. Hurry Up – 4:06 (Richie Furay)
2. You Better Think Twice – 3:21 (Jim Messina)
3. Honky Tonk Downstairs – 2:43 (Dallas Frazier)
4. Keep on Believin' – 2:51 (Richie Furay, Timothy B. Schmit)
5. Anyway Bye Bye – 7:01 (Richie Furay)

Lato B
1. Don't Let It Pass By – 2:33 (Richie Furay)
2. Nobody's Fool/El Tonto de Nadie Regresa – 18:25 (Richie Furay, Timothy B. Schmit, Jim Messina, Rusty Young, George Grantham)

## Formazione
- Richie Furay - chitarra, voce
- Jim Messina - chitarra, voce
- Rusty Young - chitarra pedal steel, voce
- Timothy B. Schmit - basso, voce
- George Grantham - batteria

Musicisti aggiunti
- Bobby Doyle - pianoforte
- Larry Knechtel - pianoforte
- Milt Holland - percussioni

Note aggiuntive
- Jim Messina - produttore
- Registrato (circa) nel gennaio 1970 a Hollywood (California)
- Terry Dunavan e Alen Kasanegras - ingegneri delle registrazioni
- Gary Burden - art direction, design album
- Henry Diltz - fotografie
- Morris Ovsey - copertina album[9]